# Växjö stad
Denna artikel handlar om den tidigare kommunen Växjö stad. För orten se Växjö, för dagens kommun, se Växjö kommun.
Växjö stad var en stad och kommun i Kronobergs län. 

## Administrativ historik
Växjö stad fick sina stadsrättigheter 13 februari 1342 av konung Magnus Eriksson. Staden blev en egen kommun, enligt Förordning om kommunalstyrelse i stad (SFS 1862:14) den 1 januari 1863, då Sveriges kommunsystem infördes.
1 januari 1940 (enligt beslut den 25 augusti 1939) inkorporerades Växjö landskommun (och det därinom belägna Växjö Östregårds municipalsamhälle) med 5 326 invånare och omfattande en areal av 74,17 km², varav 59,60 km² land. Samtidigt införlivades i avseende på fastighetsredovisningen Växjö socken och i kyrkligt hänseende Växjö landsförsamling.
I samband med kommunreformen 1 januari 1971 uppgick Växjö stad i den nybildade Växjö kommun.

### Judiciell tillhörighet
Växjö hade till 1971 en egen jurisdiktion och rådhusrätt (vilken dock förstatligades 1965) för att då uppgå i Växjö tingsrätt.

### Kyrklig tillhörighet
I kyrkligt hänseende tillhörde staden Växjö stadsförsamling. 1 januari 1940 inkorporerade stadsförsamlingen Växjö landsförsamling och fick namnet Växjö församling.

### Sockenkod
För registrerade fornfynd med mera så återfinns staden inom ett område definierat av sockenkod 0773 som motsvarar den omfattning staden hade kring 1950, vilken då också innefattade Växjö socken.

## Stadsvapnet
Blasonering: I fält av silver en av en vågskura bildad blå stam och däröver en naturfärgad bild av S:t Sigfrid, stående, klädd i röd klädnad och med gloria av guld samt hållande i högra handen en kräkla och i vänstra en kyrka, båda av guld.
Stadsvapnet fastställdes 1939. Kommunen lät registrera detta i Patent- och registreringsverket år 1974.

## Geografi
Växjö stad omfattade den 1 januari 1952 en areal av 85,31 km², varav 68,55 km² land.

### Tätorter i staden 1960
| Tätort           | Folkmängd |
| ---------------- | --------- |
| Växjö            | 22 783    |
| Bergsnäs, del av | 50        |

Tätortsgraden i staden var den 1 november 1960 95,3 procent.

## Politik

### Lista över stadsfullmäktiges ordförande
| Namn | Namn                  | Från | Till | Politisk tillhörighet |
| ---- | --------------------- | ---- | ---- | --------------------- |
|      | Gustaf R. Weidenhielm | 1863 | 1868 | okänd                 |
|      | F. M. Wahlbom         | 1869 | 1871 | okänd                 |
|      | Johannes E. Johansson | 1871 | 1874 | okänd                 |
|      | A. P. Westman         | 1875 | 1878 | okänd                 |
|      | Gustaf Sundberg       | 1879 | 1906 | okänd                 |
|      | Oskar David Schenfelt | 1907 | 1912 | okänd                 |
|      | Hjalmar Petri         | 1913 | 1917 | okänd                 |
|      | Alfred Fornander      | 1918 | 1924 | Högerpartiet          |
|      | Arvid Thelin          | 1925 | 1935 | Högerpartiet          |
|      | Per Elmer             | 1936 | 1938 | Högerpartiet          |
|      | Oscar Magnusson       | 1939 | 1946 | Socialdemokraterna    |
|      | Carl Petri            | 1947 | 1959 | Högerpartiet          |
|      | Georg Lücklig         | 1960 | 1967 | Socialdemokraterna    |
|      | Ingvar Dominique      | 1968 | 1970 | Moderaterna           |

### Lista över drätselkammarens ordförande
| Namn | Namn                   | Från | Till | Politisk tillhörighet |
| ---- | ---------------------- | ---- | ---- | --------------------- |
|      | Bengt A. P. Hjelmqvist | 1863 | 1866 | okänd                 |
|      | E. J. Hagman           | 1867 | 1870 | okänd                 |
|      | Fredrik Ekeroth        | 1871 | 1871 | okänd                 |
|      | J. W. Scheutz          | 1872 | 1876 | okänd                 |
|      | J. A. von Mentzer      | 1877 | 1877 | okänd                 |
|      | Gustaf Sundberg        | 1878 | 1879 | okänd                 |
|      | J. W. Scheutz          | 1880 | 1882 | okänd                 |
|      | Oskar David Schenfelt  | 1883 | 1907 | okänd                 |
|      | G. Landén              | 1907 | 1919 | okänd                 |
|      | Per Elmer              | 1920 | 1935 | Högerpartiet          |
|      | Georg Agell            | 1936 | 1939 | Högerpartiet          |
|      | Georg Lücklig          | 1940 | 1955 | Socialdemokraterna    |
|      | Erik Strandh           | 1956 | 1959 | Folkpartiet           |
|      | Olof Malmquist         | 1960 | 1963 | Folkpartiet           |
|      | Sten Sandström         | 1964 | 1970 | Socialdemokraterna    |

### Mandatfördelning i valen 1912–1966
| 2 | 7 | 21 |

| 29 |

| 2 | 6 | 22 |

| 29 |

| 3 | 7 | 20 |

| 30 |

|  | 3 | 8 | 18 |

| 30 |

| 2 | 6 | 8 | 14 |

| 28 |

| 3 | 5 | 7 | 15 |

| 28 |

| 5 | 4 | 5 | 16 |

| 29 |

| 13 | 2 |  | 14 |

| 29 |

| 11 |  |  | 17 |

| 29 |

| 2 | 13 |  | 14 |

| 29 |

| 2 | 14 |  | 13 |

| 29 |

| 2 | 21 | 2 | 15 |

| 36 |

| 21 |  | 2 | 16 |

| 35 |

| 4 | 16 | 2 | 5 | 13 |

| 35 |

| 20 | 9 | 11 |

| 35 |

|  | 18 | 10 | 11 |

| 35 |

| 18 | 2 | 6 | 14 |

| 36 |

|  | 20 | 3 | 6 | 10 |

| 34 | 6 |

| 2 | 16 | 5 | 7 | 10 |

| 35 |